# 隆格伊-阿内勒
隆格伊-阿内勒（法語：Longueil-Annel，法語發音：[lɔ̃ɡœj anɛl]）是法国瓦兹省的一个市镇，属于贡比涅区。该市镇于1826年由原市镇隆格伊（Longueil）和阿内勒（Annel）合并而成。

## 地理
隆格伊-阿内勒（49°28'4"N, 2°51'49"E）面积5.94 平方千米，位于法国上法蘭西大區瓦兹省，该省份为法国北部内陆省份，北起索姆省，西接厄尔省和滨海塞纳省，南至塞纳-马恩省和瓦兹河谷省，东临埃纳省。
与隆格伊-阿内勒接壤的市镇（或旧市镇、城区）包括：舒瓦西欧巴克、克莱鲁瓦、库丹、日罗蒙、让维尔、梅利科克、勒普莱西布里永、图罗特。

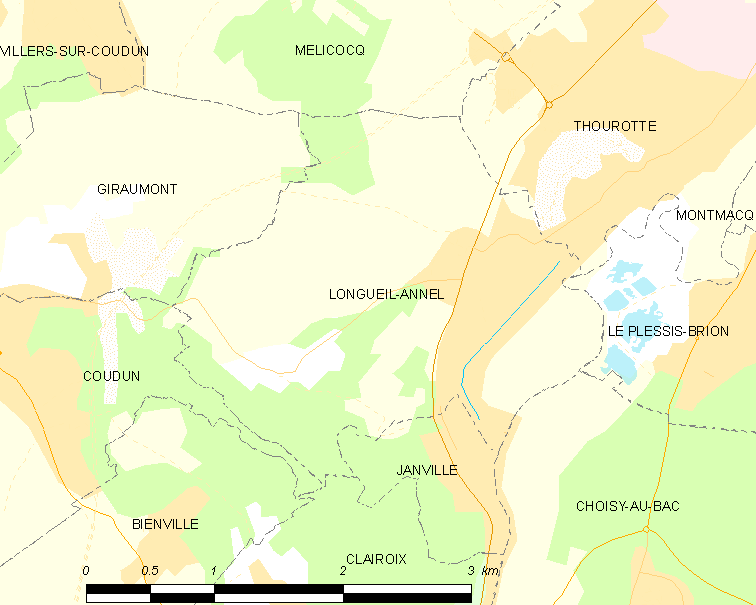
隆格伊-阿内勒的OSM定位图

隆格伊-阿内勒的时区为UTC+01:00、UTC+02:00（夏令时）。

## 行政
隆格伊-阿内勒的邮政编码为60150，INSEE市镇编码为60368。

## 政治
隆格伊-阿内勒所属的省级选区为图罗特县。

## 人口

1962-2008年间隆格伊-阿内勒人口变化图示

隆格伊-阿内勒于2022年1月1日时的人口数量为2595人。